# 科尔比学院
科尔比学院（英語：Colby College）是一所私立文理学院，位于缅因州沃特维尔的五月花山上。学院建立于1813年，是美国历史第12长的文理学院。建立初期最初为男子学院，自1873年起开始招收女生，实行男女同校。

## 学术
科尔比学院下设55个主修专业与31个副修专业，也给予学生设计专业的自由。学生需在第二年学业完成前选择至少一个主修专业，但最多只可以选择两个主修专业与一个副修专业，或一个主修专业与两个副修专业。学院亦对希望毕业后攻读医学院与法学院的学生给予学术上的辅导与支持。

### 校历
学院采用4-1-4的校历，即每学年有两个常规的学期，还有一月份的冬季学期(Jan-Plan)。通常在该学期，学生可以上一门短期课，参加校内的学术研究，或是参与校外实习。